# Acatepec (Ometepec)
Acatepec es una localidad del estado mexicano de Guerrero. Es parte del municipio de Ometepec.

## Toponimia
El nombre «Acatepec» proviene de los términos en náhuatl: acatl, carrizo; tepetl, cerro; co, locativo. Su significado es «Cerro de los carrizos».

## Demografía
| Gráfica de evolución demográfica |
|                                  |

| Censo | Población |
| ----- | --------- |
| 1921  | 863       |
| 1930  | 495       |
| 1940  | 450       |
| 1950  | 713       |
| 1960  | 875       |
| 1970  | 1 117     |
| 1980  | 1 586     |
| 1990  | 1 589     |
| 2000  | 2 693     |
| 2010  | 3 296     |
| 2020  | 3 828     |